# Sancey
Sancey község Franciaország Burgundia-Franche-Comté régiójában, Doubs megyében. Új községként 2016. január 1-jén jött létre Sancey-le-Grand és Sancey-le-Long község egyesítésével. Lakosainak száma 1364 fő (2022. január 1.).

## Népesség
| Lakosok száma | 1332 | 1343 | 1308 | 1327 | 1345 | 1364 |
|               | 2017 | 2018 | 2019 | 2020 | 2021 | 2022 |